# 埼玉県道399号岩槻停車場線

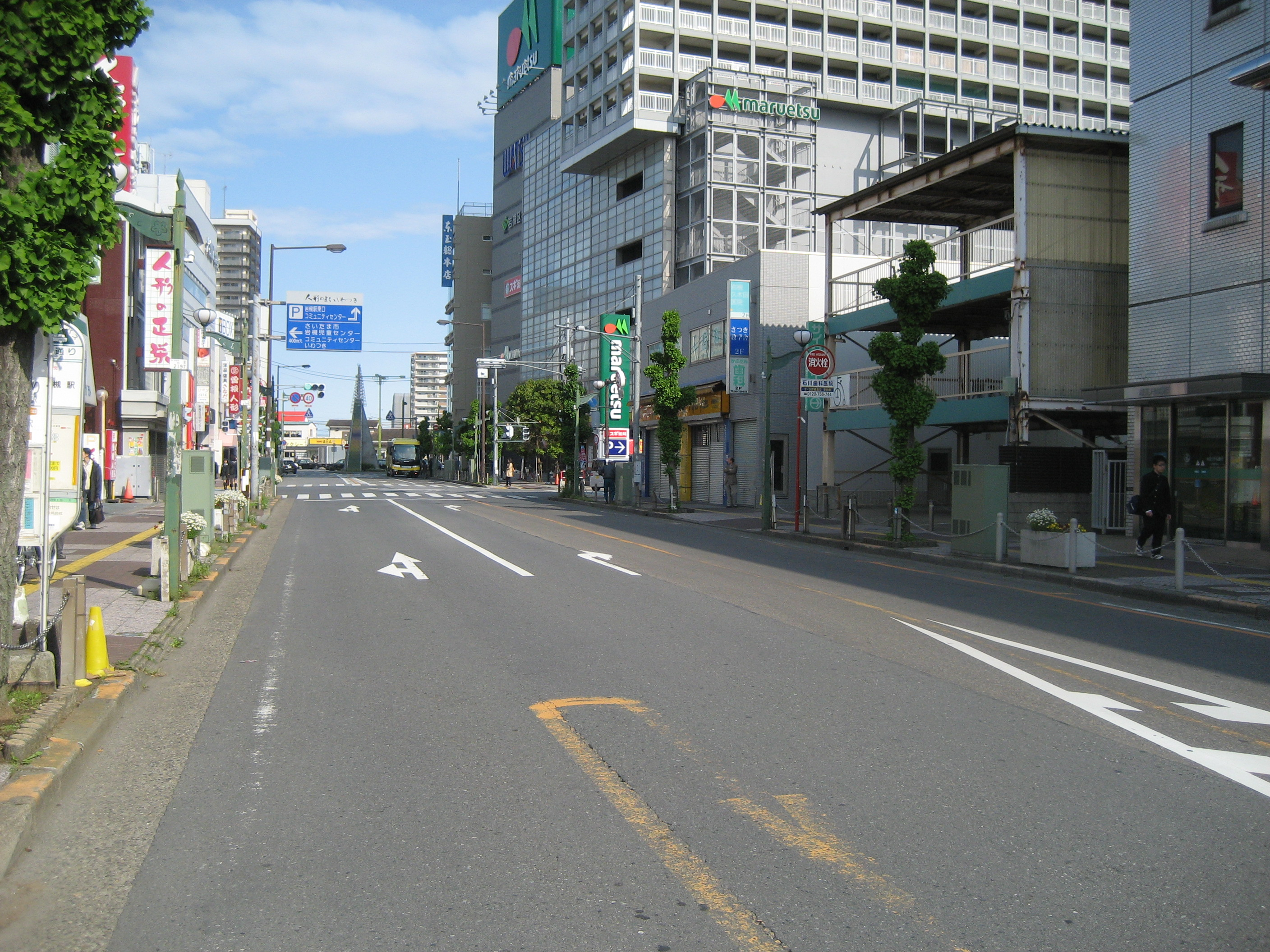
岩槻駅付近

埼玉県道399号岩槻停車場線（さいたまけんどう399ごう いわつきていしゃじょうせん）は、埼玉県さいたま市岩槻区の東武野田線岩槻停車場（岩槻駅）から国道122号に至る県道である。

## 概要
県道標識は設置されていない。
岩槻駅東口から南下して国道122号に至る。駅前通りの愛称が付いている。沿線の施設には「人形の街」ということもあり、駅寄りや途中で交差する人形町通り沿線に雛人形を専門とする人形店が軒を連ねる。

## 路線データ
- 起点：埼玉県さいたま市岩槻区本町（岩槻停車場）
- 終点：埼玉県さいたま市岩槻区本町（国道122号 岩槻駅入口交差点）
- 実延長：225 m

## 通過する自治体
- 埼玉県
  - さいたま市（岩槻区）

## 接続する道路
- 国道122号・埼玉県道2号さいたま春日部線（交差、両線重複）
- 埼玉県道324号蒲生岩槻線（継承）

## 沿道の施設
- 岩槻駅
- 岩槻サティ（2010年3月閉店）
- 東玉人形会館
- マツモトキヨシ岩槻駅前店
- 埼玉りそな銀行岩槻支店
- 岩槻本町郵便局
- 岩槻区役所(WATSU内)
- 埼玉縣信用金庫岩槻支店